# Marco Petreio
Marco Petreio (em latim: Marcus Petreius; 110 a.C.–abril de 46 a.C. (64 anos)) foi um político e general da República Romana. É famoso principalmente por ter cercado e assassinado o notório rebelde Catilina em Pistória. Participou da Segunda Guerra Civil da República Romana no partido dos pompeianos.

## Carreira
Os primeiros anos da carreira de Petreio são incertos. É possível que seu pai tenha sido o primipilo Cneu Petreio Atinas que, em 102 a.C., salvou uma legião romana da destruição pelos cimbros e, por isso, foi agraciado com uma coroa gramínea. É certo que ele foi o primeiro de sua família a entrar no Senado Romano. Salústio o descreve como um militar que já tinha trinta anos de carreira no exército como tribuno militar, prefeito e legado em 62 a.C.. No máximo em 64 a.C., Petreio serviu como pretor, mas não se sabe o ano exato.
Petreio serviu como legado do cônsul Caio Antônio Híbrida em 63-62 a.C.. Ele liderou as forças senatoriais na vitória contra o revolucionário Lúcio Sérgio Catilina na Batalha de Pistória no início de 62 a.C. enquanto Híbrida se manteve no acampamento com uma dor no pé. Durante o consulado de Júlio César, em 59 a.C., Petreio se alinhou ao partido de seu maior adversário, Catão, o Jovem.
A partir de 55 a.C., Petreio e Lúcio Afrânio assumiram o comando das províncias da Hispânia como legados enquanto o governador, Pompeu, permaneceu em Roma. Depois da irrupção da guerra civil, em 49 a.C., Petreio e Afrânio marcharam contra César, que, por sua vez, desejava assegurar o controle da Hispânia antes de seguir Pompeu até a Grécia. Os dois foram derrotados depois de alguns sucessos iniciais e foram forçados a se render e a debandar seus exércitos em 2 de agosto depois da Batalha de Ilerda. César permitiu que Petreio e Afrânio permanecessem livres e os dois seguiram para a Grécia para se juntarem a Pompeu. Depois da derrota dos pompeianos na Batalha de Farsalos, Petreio e Catão fugiram do Peloponeso para o norte da África, onde o primeiro continuou servindo como legado na resistência contra os cesarianos. Juntamente com Tito Labieno, Petreio novamente conseguiu algumas vitórias contra César, mas, depois da derrota dos pompeianos na Batalha de Tapso, Petreio fugiu com o rei da Numídia, Juba I. Sem opções, Petreio e Juba resolveram se matar numa propriedade perto de Zama Minor. Os dois decidiram duelar e Petreio matou Juba. Em seguida, ele próprio se matou com a ajuda de um escravo. No relato de César, o papel de Juba e Petreio estão invertidos.